# Wos
Wos, de son vrai nom Valentín Oliva (né le 23 juin 1988 à Buenos Aires), est un rappeur argentin. Il émerge sur la scène des battles entre rappeurs freestyle, et est champion à plusieurs reprises de la ligue argentine El Quinto Escalón, ce qui le mène à devenir l'un des artistes urbains les plus reconnus du pays. Il est également champion du FMS Argentina 2018 et du Red Bull Batalla Internacional 2018,, battant le rappeur Aczino à Buenos Aires, après avoir été vice-champion lors de l'édition précédente contre le même rappeur au Mexique.
En 2019, il sort son premier album studio, Caravana, dont le premier single, Canguro, atteint le top 10 des charts argentins pendant plusieurs semaines et remporte trois prix Gardel pour le « meilleur nouvel artiste », le meilleur album/meilleure chanson urbain et la chanson de l'année. Il parvient également à être nommé aux Latin Grammy Awards pour le meilleur nouvel artiste. En 2020, il sort l'EP Tres puntos suspensivos. En 2021, il sort son deuxième album studio, Oscuro éxtasis. Il se produit à la mi-temps du match Argentine-Panama du 23 mars 2023, le premier match de l'Argentine après avoir remporté la Coupe du monde 2022, en chantant son single Arrancarmelo, une chanson avec laquelle plusieurs joueurs de l'équipe nationale avaient posté des vidéos sur les médias sociaux et qui atteint la sixième place du Billboard Hot 100, sa plus haute position à ce jour. Il a fréquenté l'école secondaire Liceo Mariano Acosta située à Balvanera.

## Biographie

### Jeunesse
Wos est né le 23 janvier 1988 dans le quartier de Villa Crespo, Trapero, à Buenos Aires, fils d'Alejandro Oliva, artiste musical et fondateur du groupe La Bomba del Tiempo, et de Maia Mónaco, chanteuse (avec deux albums sortis, Cosmos et Raíz). En raison de la forte influence artistique de ses parents, il étudie pendant son enfance le piano et la batterie, ainsi que le théâtre à l'Escuela Metropolitana de Arte Dramático (EMAD). Il termine ses études secondaires au colegio Mariano Acost.
Durant son enfance, il admet avoir participé à plusieurs marches de protestation avec son père lors de la crise argentine de 2001, et, à l'adolescence, il fait partie de plusieurs prises de contrôle d'écoles. À l'âge de 13 et 14 ans, il participe à la chaîne de télévision Paka-Paka-Paka dans plusieurs reportages et segments, où il fait du rap freestyle ou joue de la batterie. À cette époque, il commence à s'intégrer dans les battles lorsqu'il voit des garçons s'affronter sur une place, et c'est à partir de là qu'il décide de s'inscrire à la ligue El Quinto Escalón, étant le plus jeune concurrent.

### Période freestyle
Wos apparaît pour la première fois sur El Quinto Escalón en août 2013, à l'âge de 15 ans. Lors de ce battles, il affronte l'animateur, Muphasa, et deux autres rappeurs. Sa première phrase, « Me dice enano, mirá cómo lo hundo/Napoleón, 1,50 ¡Y dominó medio mundo! » (français : « Il me traite de nabot, regarde comment je l'ai coulé/Napoléon, 1,50 m et il dominait la moitié du monde ! ») fait exploser le public qui regardait la compétition, et il commence rapidement à se faire un nom dans les battles de Buenos Aires. Vers 2015, Wos réapparaît au Quinto Escalón après avoir été plus absent l'année dernière, cette fois-ci plus adulte et avec une voix changée. Au début de l'année 2016, El Quinto Escalón devient viral sur Internet et Wos devient l'un des concurrents les plus en vue. Lors de la deuxième date, il fait équipe avec le rappeur Mamba et, dans le battle contre les rappeurs Nacho et Ecko, Wos a l'une de ses minutes les plus virales, qui devient populaire sur YouTube. C'est à cette date que Wos est couronné pour la première fois au Quinto Escalón.
Lors de la finale du Quinto Escalón 2016, Wos gagne face au freestyler argentin Dtoke lors d'un rendez-vous spécial sur scène et contre ACRU en demi-finale, s'imposant déjà comme l'un des rappeurs les plus en vue du pays. En finale, il gagne face au rappeur Klan, et c'est son premier grand succès dans sa carrière de compétiteur de rap. Au milieu de l'année, Wos participe pour la première fois au Red Bull Batalla, dont il sort champion contre toute attente au Luna Park après avoir battu Nacho, Papo (le favori et dernier champion), Ecko et Klan en finale. Il se qualifie ensuite pour les Internationaux qui se déroulent au Mexique, où il réalise une excellente performance pour sa première participation internationale, en gagnant face à Melvin La Cura, Skone (champion international Red Bull), Yenky One et en terminant deuxième derrière Aczino, le local et le grand favori.
En 2018, il participe à d'autres compétitions, comme The Fucking King à Córdoba, où il serait couronné champion, ou le Double AA dans lequel, lors de l'édition au Chili, il s'incline à nouveau face à Aczino en huitième de finale, mais gagnerait une semaine plus tard en Argentine, c'est la première fois qu'il parviendrait à vaincre le Mexicain, cette fois-ci en demi-finale. En raison de sa deuxième place en 2017, Wos participe de nouveau à la Red Bull Batalla Internacional 2018, qui se tiendrait cette fois dans son pays d'origine, et où il serait couronné champion, prenant sa revanche de l'année précédente en finale avec Aczino. Lors du FMS Argentina 2018, Wos sort également victorieux après avoir battu Papo dans le décisif du titre à la dernière date s'intronisant champion national et mondial de freestyle espagnol pour l'année. En 2019, il annonce se retirer de la FMS pour se consacrer à sa carrière musicale. Cependant, Wos déclare qu'il resterait actif dans d'autres compétitions, comme GodLevel, dans laquelle il représente l'Argentine aux côtés de Papo et Trueno et dans laquelle ils sont vice-champions. Wos retourne également au Red Bull Batalla international en Espagne, où il est à nouveau éliminé par Aczino en huitième de finale.

### Période artistique
Après avoir publié plusieurs chansons sur YouTube avec son groupe DS3 en 2017 et collaboré avec le groupe de de funk rock Banzai sur deux chansons, Wos sort son premier single officiel Púrpura, suivi de Andrómeda, sous le label Agencia Picante et la production de Louta et Nico Cotton,. En mars 2019, il sort le single Terraza, produit par Ca7riel et Evlay, qui compte 500 000 écoutes en quelques semaines. À la fin du même mois, il se produit au festival Lollapalooza en Argentine. En juillet, il sort le single Animal aux côtés du rappeur ACRU, qui atteint en quelques minutes les 400 000 vues.
En février 2020, une collaboration est annoncée avec Cami, chanteuse chilienne qui l'aurait inclus dans une de ses chansons de son nouvel album intitulé Funeral. Le 21 mai 2020, pendant la quarantaine, elle sort un EP intitulé Tres puntos suspensivos composé des chansons Ojeras negras, Alma dinamita, 40 et Algo del vacío, cette dernière avec Manu Oliva, son frère. En septembre 2020, Wos remporte quatre prix Gardel du meilleur nouvel artiste, meilleur album/chanson urbain, et du meilleur design de pochette pour Caravana, et la chanson de l'année pour Kangaroo. Il est également nommé aux Latin Grammy Awards pour le meilleur nouvel artiste et aux prix Musa, dans la catégorie chanson de l'année pour Funeral avec Cami. L'une de ses chansons les plus connues est Canguro, qui compte plus de 128 000 000 d'écoutes sur Spotify en 2021. Le 4 novembre de la même année, il sort Mugre, la première chanson de son album à paraître en 2021. Le 17 décembre de la même année, il sort Convoy Jarana qui fait également partie de son deuxième album studio.
En 2022, il sort également un single intitulé Arrancármelo et appelé La canción de la Selección Argentina. En 2023, il sort deux singles, Descartable et Morfeo. En 2024, il sort son troisième album studio Descartable, qui montre son côté rock et comporte des collaborations avec Indio Solari, Natalia Lafourcade, Gustavo Santaolalla, et Dillom.

## Discographie

### Albums studio
- 2019 : Caravana[27]
- 2021 : Oscuro éxtasis
- 2024 : Descartable

### EP
- 2020 : Tres puntos suspensivos[20]

## Tournées
- 2019-2020 : Tour Caravana
- 2021-2023 : Oscuro Éxtasis Tour
- 2024 : Descartable Tour

## Distinctions
| Année | Prix                             | Catégorie                                                           | Travail nommé                         | Résultat   | Réf.   |
| ----- | -------------------------------- | ------------------------------------------------------------------- | ------------------------------------- | ---------- | ------ |
| 2019  | Premios Martín Fierro Digital    | Meilleur artiste                                                    |                                       | Lauréat    | [ 28 ] |
| 2019  | Premios Quiero                   | Meilleur clip trap                                                  | Canguro                               | Lauréat    |        |
| 2020  | Premios Carlos Gardel            | Album de l'année                                                    | Caravana                              | Nomination | [ 29 ] |
| 2020  | Premios Carlos Gardel            | Morceau de l'année                                                  | Caravana                              | Nomination | [ 29 ] |
| 2020  | Premios Carlos Gardel            | Meilleur design de pochette                                         | Caravana                              | Lauréat    | [ 29 ] |
| 2020  | Premios Carlos Gardel            | Meilleur nouvel artiste                                             | Caravana                              | Lauréat    | [ 29 ] |
| 2020  | Premios Carlos Gardel            | Meilleur producteur de l'année                                      | Caravana                              | Nomination | [ 29 ] |
| 2020  | Premios Carlos Gardel            | Meilleur album / chanson urbaine / trap                             | Caravana                              | Nomination | [ 29 ] |
| 2020  | Premios Carlos Gardel            | Meilleur album / chanson urbaine / trap                             | Canguro                               | Lauréat    | [ 29 ] |
| 2020  | Premios Carlos Gardel            | Chanson de l'année                                                  | Canguro                               | Lauréat    | [ 29 ] |
| 2020  | Latin Grammy Awards              | Meilleur nouvel artiste                                             |                                       | Nomination | [ 30 ] |
| 2020  | Premios Mega                     | Artiste révélation                                                  | Lauréat                               | [ 31 ]     |        |
| 2020  | Premios Musa                     | Chanson de l'année                                                  | Funeral (avec Cami)                   | Nomination | [ 32 ] |
| 2020  | Buenos Aires Music Video Fest    | Clip rock                                                           | Canguro                               | Nomination | [ 33 ] |
| 2020  | Buenos Aires Music Video Fest    | Documental                                                          | Luna Park (registro inédito)          | Nomination | [ 33 ] |
| 2022  | Premios Carlos Gardel            | Album de l'année                                                    | Oscuro éxtasis                        | Lauréat    | [ 34 ] |
| 2022  | Premios Carlos Gardel            | Meilleur album de rock alternatif                                   | Oscuro éxtasis                        | Lauréat    | [ 34 ] |
| 2022  | Premios Carlos Gardel            | Ingénieur-son (pour Javier Fracchia, Facundo Yalve, Nicolás Cotton) | Oscuro éxtasis                        | Lauréat    | [ 34 ] |
| 2022  | Premios Carlos Gardel            | Meilleur design de pochette (pour Alejandro Ros)                    | Oscuro éxtasis                        | Nomination | [ 34 ] |
| 2022  | Premios Carlos Gardel            | Meilleur producteur de l'année (pour Facundo Yalve)                 | Oscuro éxtasis                        | Lauréat    | [ 34 ] |
| 2022  | Premios Carlos Gardel            | Meilleur morceau de rock                                            | Que se mejoren                        | Lauréat    | [ 34 ] |
| 2022  | Premios Carlos Gardel            | Meilleure chanson de musique urbaine                                | Cambiando la piel (avec Nicki Nicole) | Nomination | [ 34 ] |
| 2022  | Premios Carlos Gardel            | Meilleure collaboration de musique urbaine                          | Cambiando la piel (avec Nicki Nicole) | Lauréat    | [ 34 ] |
| 2022  | Grammy Latin                     | Meilleure chanson de pop/rock                                       | Arrancármel                           | Nomination |        |
| 2022  | Grammy Latin                     | Meilleure chanson de rock                                           | Que se mejoren                        | Nomination |        |
| 2022  | Grammy Latin                     | Meilleure chanson alternative                                       | Culpa (feat. Ricardo Mollo)           | Nomination |        |
| 2023  | Premios Carlos Gardel            | Meilleure chanson urbaine                                           | Quereme (avec Louta)                  | Nomination | [ 35 ] |
| 2023  | Premios Carlos Gardel            | Meilleure collaboration de musique urbaine                          | Quereme (avec Louta)                  | Nomination | [ 35 ] |
| 2023  | Premios Rolling Stone en Español | Clip de l'année                                                     | Arrancármelo                          | Nomination | [ 36 ] |
| 2023  | Grammy Latin                     | Meilleur clip version corta                                         | Descartable                           | Nomination | [ 37 ] |
| 2023  | Premios Quiero                   | Meilleur clip rock                                                  | Descartable                           | Nomination | [ 38 ] |
| 2023  | Premios BAMV Fest                | Clip de l'année                                                     | Descartable                           | Lauréat    | [ 39 ] |
| 2023  | Premios BAMV Fest                | Meilleur clip - Argentine                                           | Descartable                           | Lauréat    | [ 39 ] |
| 2023  | Premios BAMV Fest                | Clip de rock - Argentine                                            | Descartable                           | Lauréat    | [ 39 ] |
| 2023  | Premios BAMV Fest                | Direction de photographie                                           | Descartable                           | Lauréat    | [ 39 ] |
| 2023  | Premios BAMV Fest                | Direction artistique                                                | Descartable                           | Nomination | [ 39 ] |
| 2023  | Premios BAMV Fest                | Édition                                                             | Descartable                           | Nomination | [ 39 ] |
| 2023  | Premios BAMV Fest                | Sur scène                                                           | Canguro (en vivo)                     | Lauréat    | [ 39 ] |
| 2024  | Premios Carlos Gardel            | Chanson de l'année                                                  | Investido                             | Nomination | [ 40 ] |